# اسیر (ترانه د ویکند)
«اسیر» (انگلیسی: Prisoner) ترانه‌ای از خوانندهٔ کانادایی د ویکند با حضور خوانندهٔ آمریکایی لانا دل ری برای دومین آلبوم استودیویی د ویکند، زیبایی پشت دیوانگی (۲۰۱۵) است. این نخستین همکاری از پنج همکاری این دو هنرمند است که پس از آن در ترانهٔ «هیولای زیبا» از آلبوم استاربوی (۲۰۱۶) ادامه می‌یابد.